# Ercheia charon
Ercheia charon är en fjärilsart som beskrevs av Butler 1880. Ercheia charon ingår i släktet Ercheia och familjen nattflyn. Inga underarter finns listade i Catalogue of Life.